# Dunajská škola
Dunajská škola (něm. Donauschule, Donaustil) je okruh malířů z první třetiny 16. století, které spojuje zejména zájem o romantické přírodní scenérie a příklon ke krajinomalbě.

## Vymezení pojmu

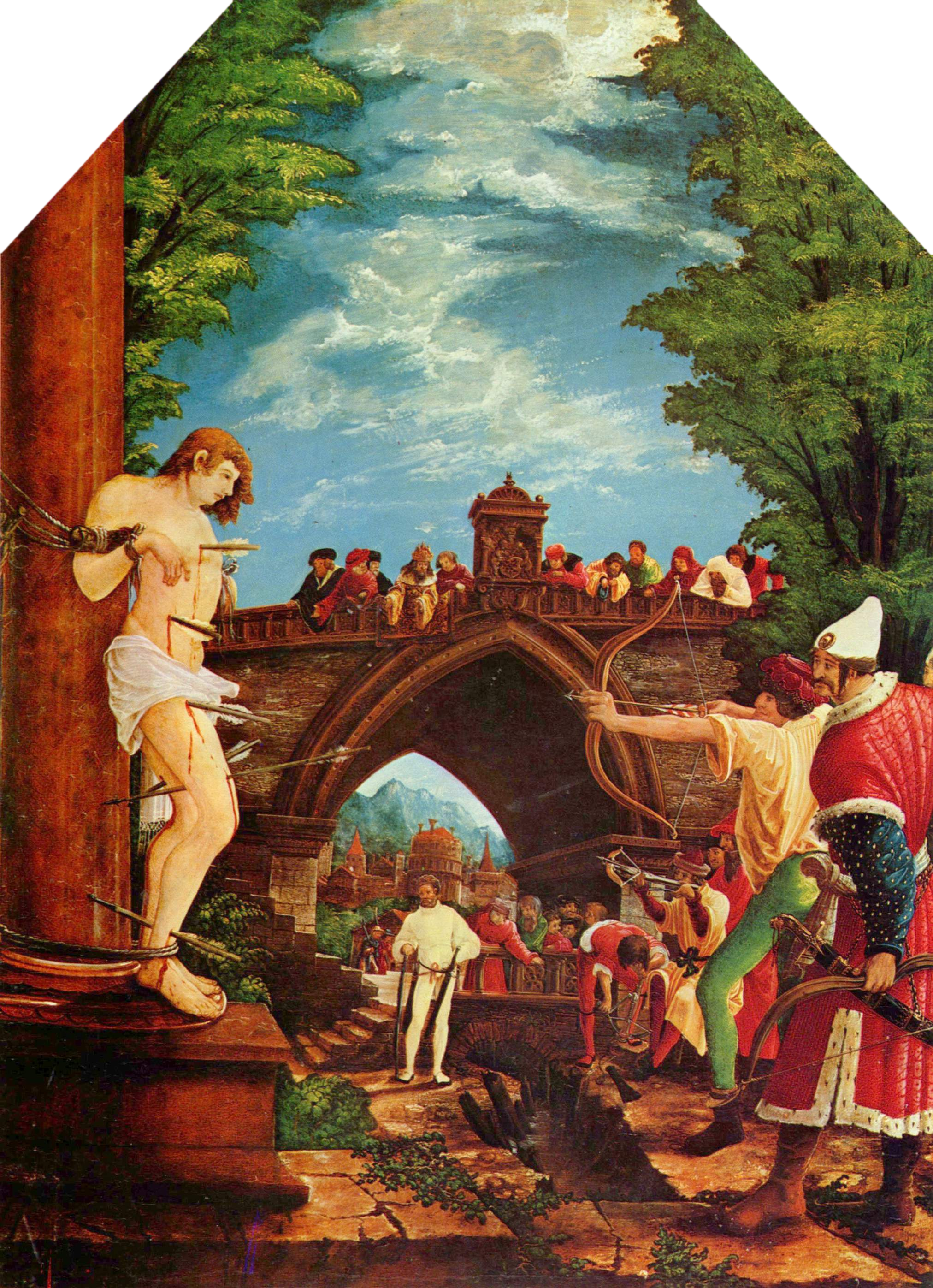
Albrecht Altdorfer, Utrpení sv. Šebestiána (1509-16)

Výraz "Dunajská škola" se vztahuje k místu působení - hornímu povodí řeky Dunaj v Rakousku a Bavorsku, kde se střetávaly vlivy italské a nizozemské (vlámské) renesance. Znamená podobné stylistické rysy uměleckých děl, nikoli společný původ nebo výtvarné školení. Významnými centry Dunajské školy byly kláštery v Zwettlu, St. Florianu, Melku nebo Klosterneuburgu. Termín Donaustil užil poprvé roku 1892 Theodor von Frimmel.
Dunajská škola spojuje prvky pozdní gotiky a renesance. Od ostatních malířů, řazených k tzv. Severské renesanci, se odlišila opuštěním zájmu o detail a příklonem k větší malířskosti v podání krajiny. Malíři dunajské školy byli prvními, pro které se stala hlavním a autonomním tématem obrazu samotná krajina. Krajinné scenérie s hlubokou a vzdušnou perspektivou, svěží barevností a romantickou atmosférou v jejich dílech tvoří složku, která je rovnocenná figurálním kompozicím. Religiózní náměty se v jejich podání expresivitou blíží raně renesanční německé malbě (Matthias Grünewald).
Někteří z malířů byli autory originálních grafických listů - nejčastěji dřevořezů a leptů, které sloužily jiným umělcům jako předlohy sochařských reliéfů (Monogramista IP).

### Autoři řazení k Dunajské škole
- Lucas Cranach starší (1472-1553)
- Albrecht Altdorfer (1480-1538)
- Wolf Huber (1485-1533)
- Jörg Breu starší (1475–1537)
- Rueland Frueauf mladší (1470-1545)
- Hans Leinberger (1475-1531), sochař
- Michael Ostendorfer (1490-1559)
- Monogramista IP (aktivní 1490-1530), řezbář
- Andreas Lackner (1490-1545), řezbář
- Augustin Hirschvogel (1503-1553)
- Meister des Pulkauer Altars (kolem 1515)[2][3]
- Meister der Wunder von Mariazell (kolem 1520)[4]

### Výběr obrazů, soch a grafik

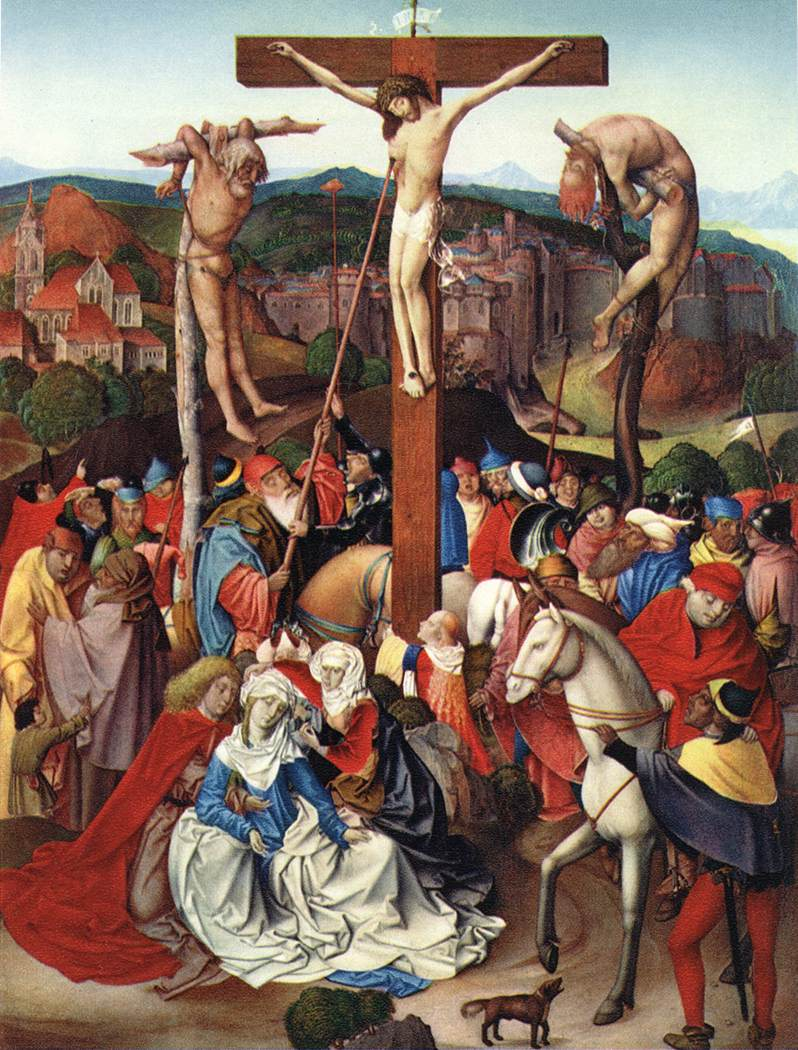
Rueland Frueauf mladší, Ukřižování (1496)
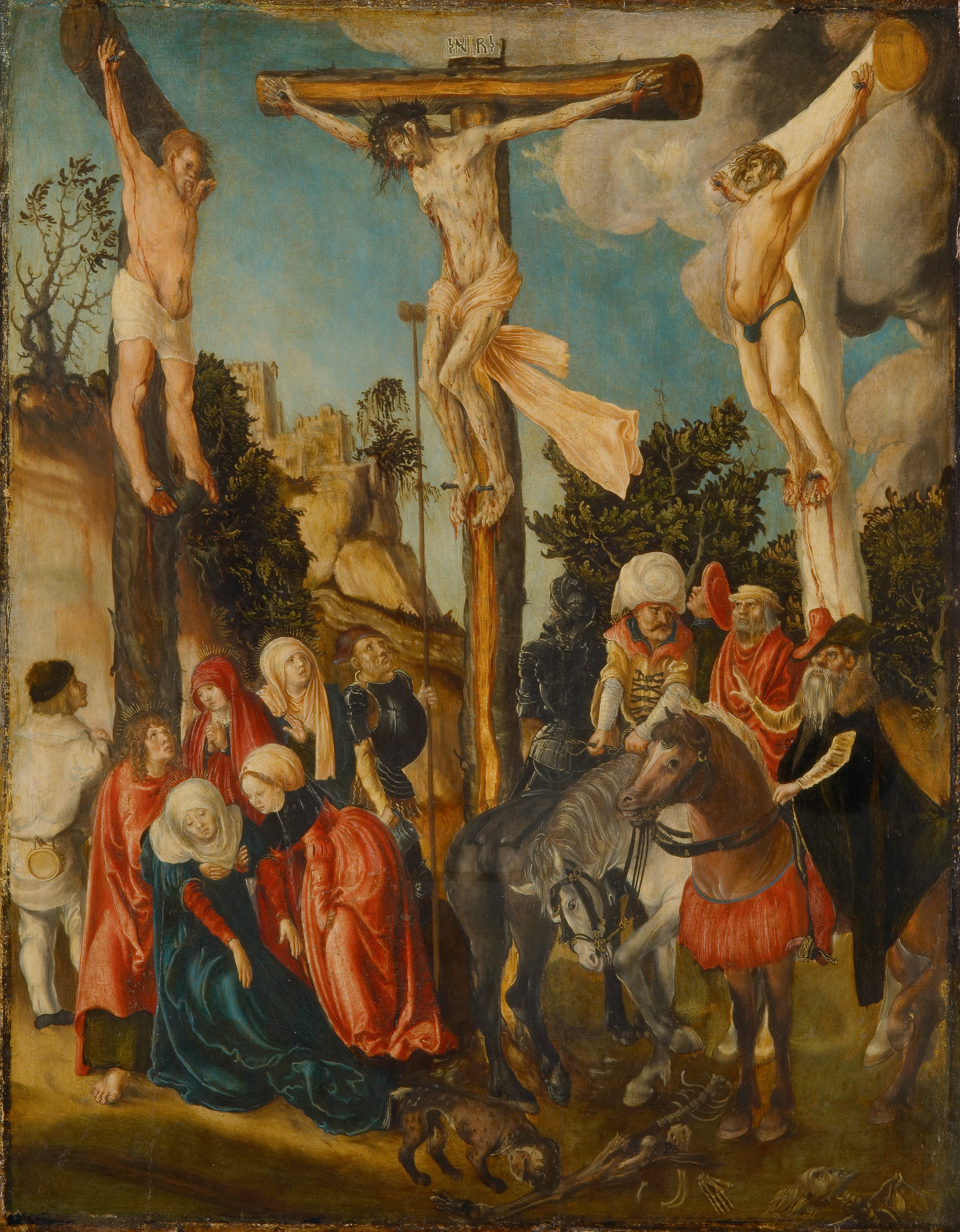
Lucas Cranach starší, Ukřižování (1501)
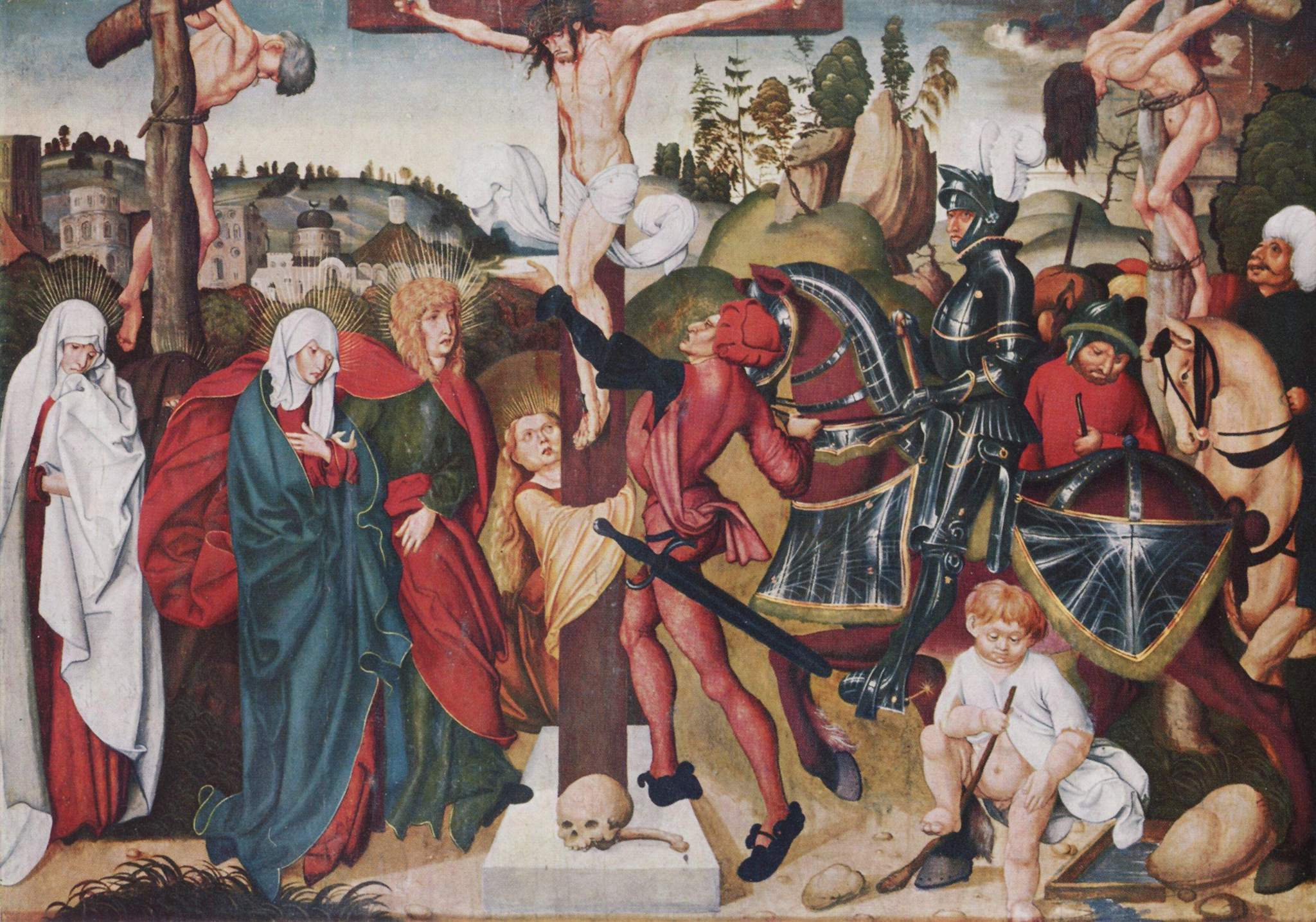
Jörg Breu starší, Ukřižování (1501)
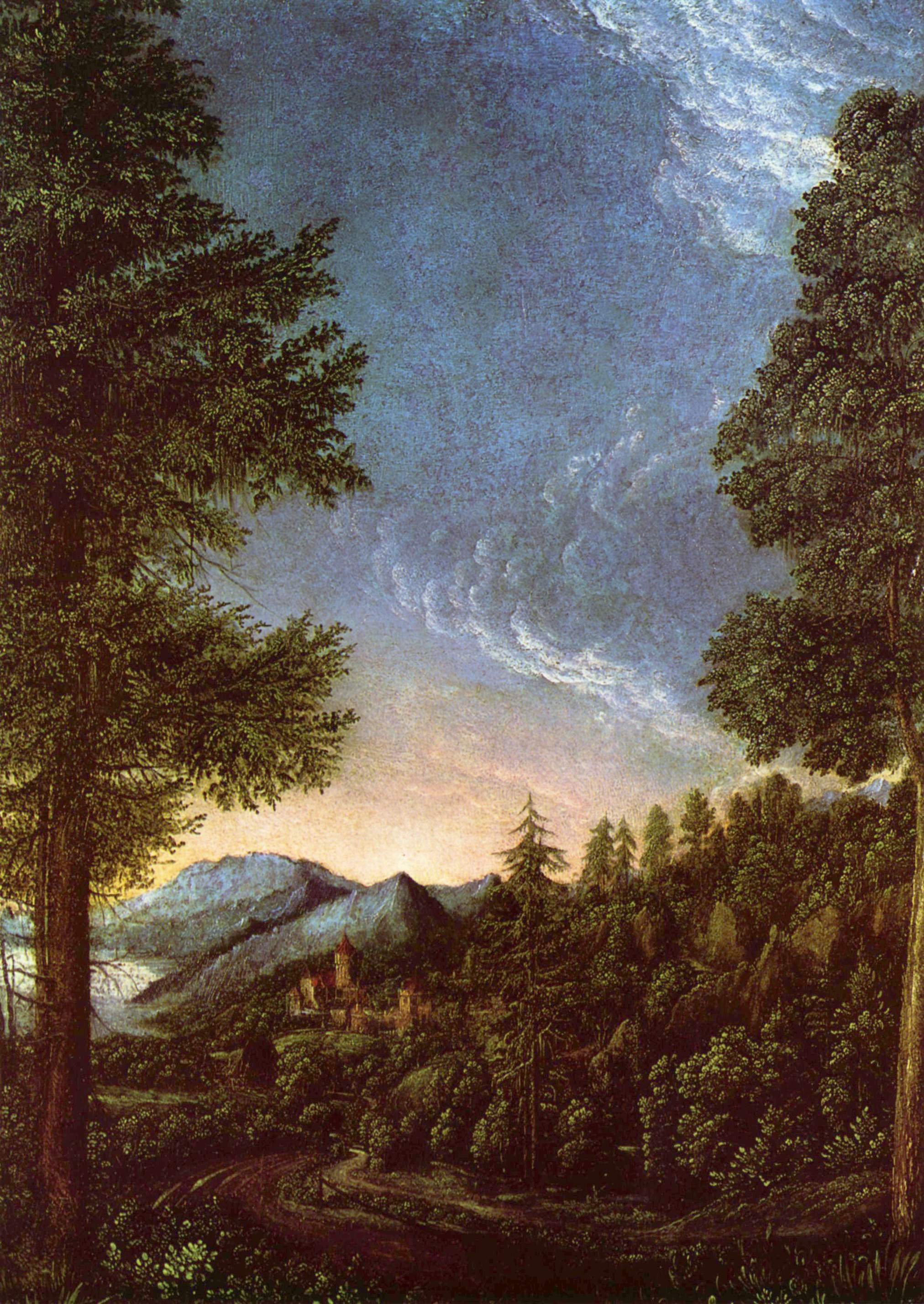
Albrecht Altdorfer, Dunajská krajina u Regensburgu (1528)
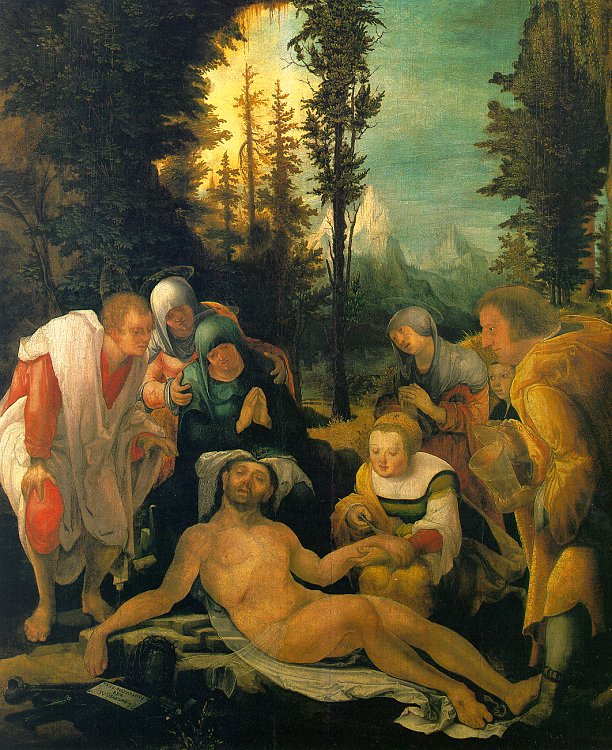
Wolf Huber, Oplakávání Krista (1524)
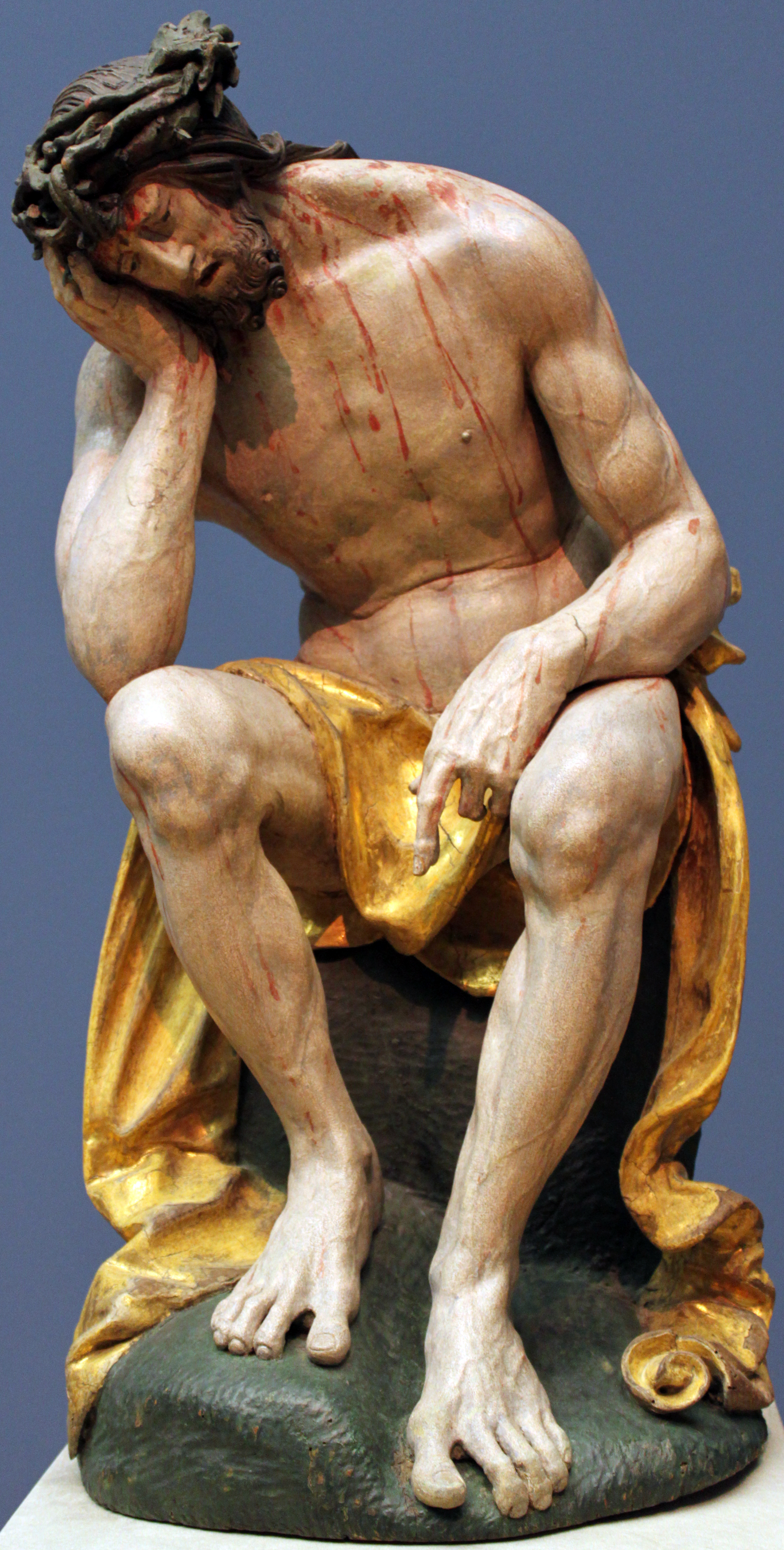
Hans Leinberger, Odpočívající Kristus (1525)
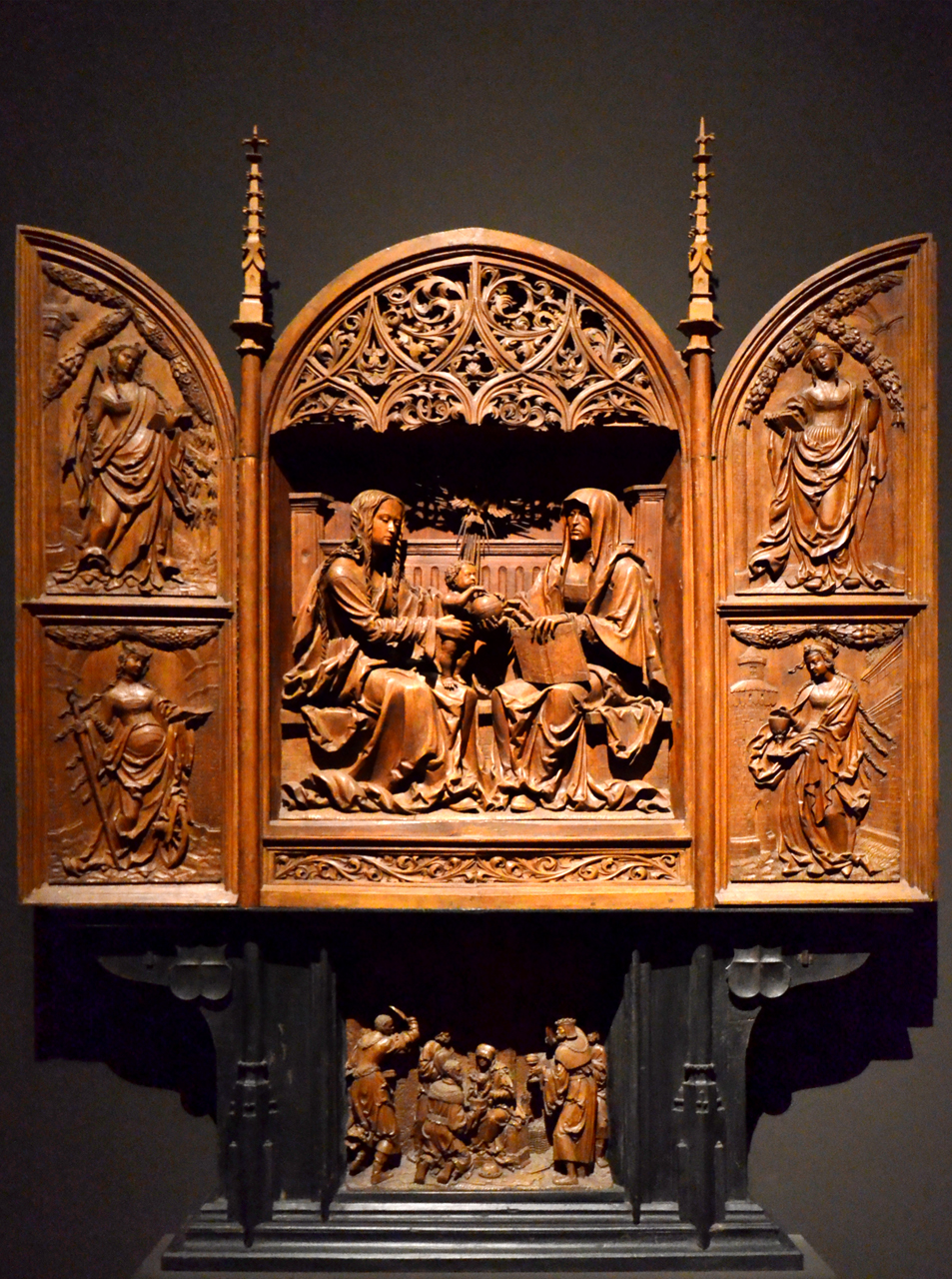
Monogramista IP, oltář sv. Anny (1524)
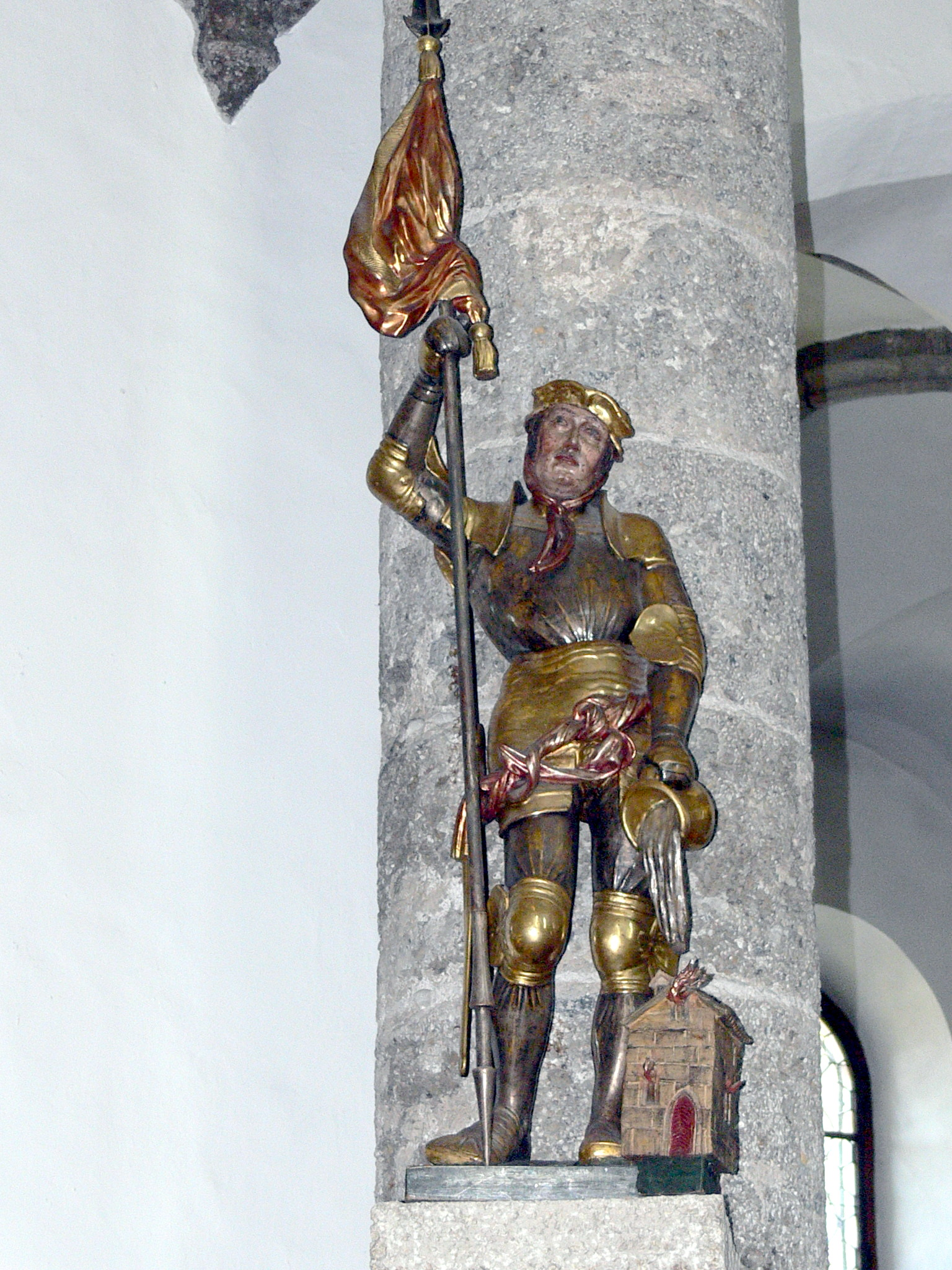
Andreas Lackner, Sv. Florian (1518)
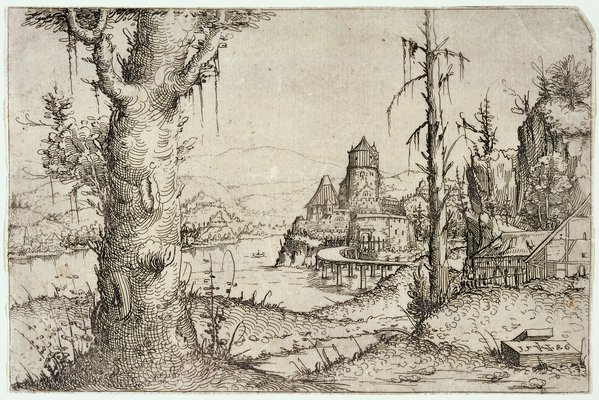
Augustin Hirschvogel, Krajina
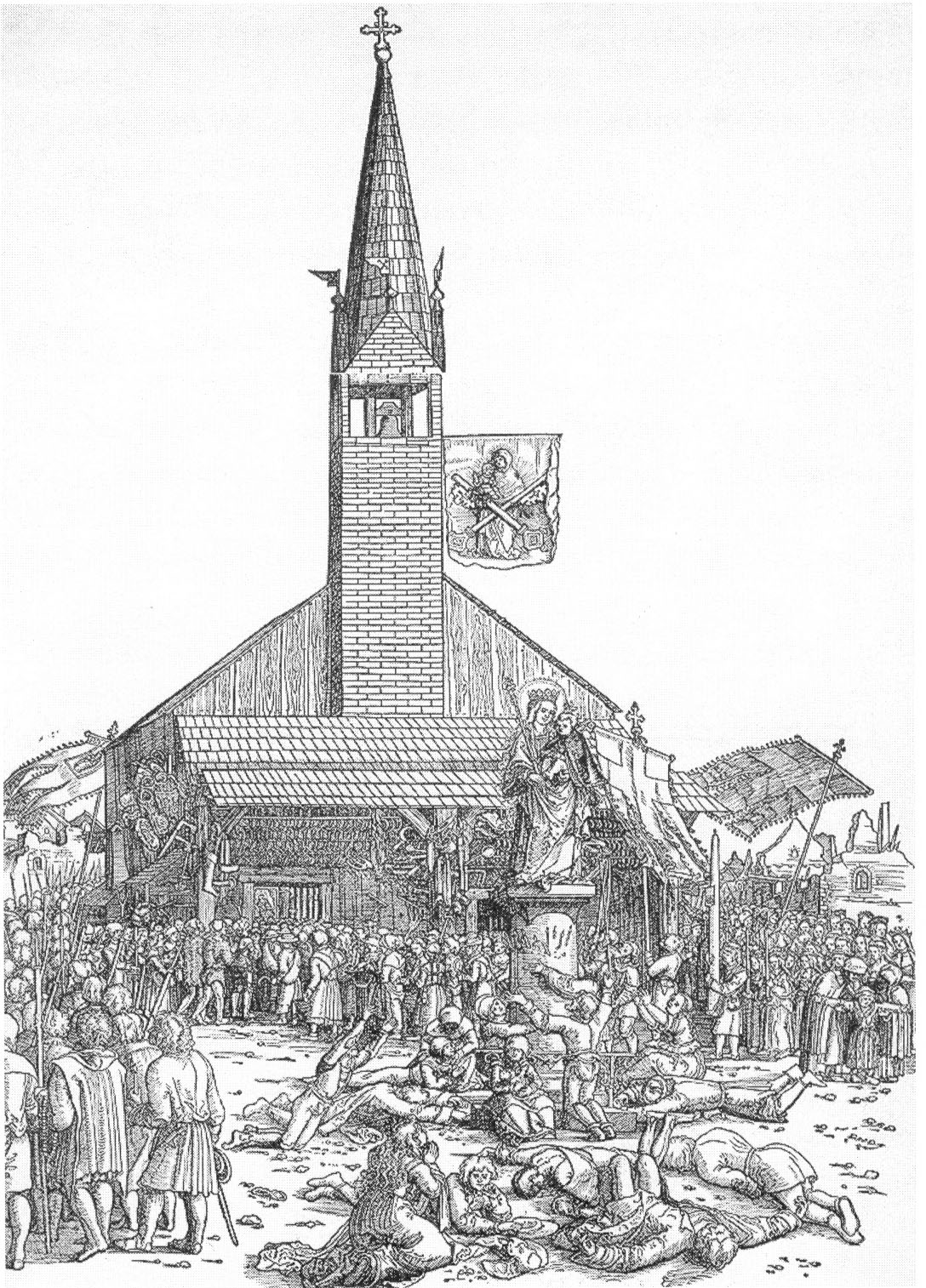
Michael Ostendorfer, Pouť ke Krásné Madoně v Regensburgu (1520)